# Иван Колчагов (революционер)
Вижте пояснителната страница за други личности с името Иван Колчагов.
Иван Колчагов е български революционер, деец на Вътрешната македоно-одринска революционна организация.

## Биография
Колчагов е роден в Банско, в Османската империя, днес в България. Принадлежи към големия род Колчагови. Принадлежи към големия род Колчагови. Член е на Разложкия окръжен революционен комитет в Банско заедно с Минчо Тодев, Лазар Колчагов, Благо Ушев и Андрей Петканчин. В 1896 година Колчагов става член на основания от Гоце Делчев революционен комитет.